# NGC 617
NGC 617 est une lointaine galaxie spirale barrée située dans la constellation de la Baleine. NGC 617 a été découverte par l'astronome américain Francis Leavenworth en 1886.

## Caractéristiques
Sa vitesse par rapport au fond diffus cosmologique est de 11 936 ± 20 km/s, ce qui correspond à une distance de Hubble de 177 ± 12 Mpc (∼577 millions d'al).
Selon la base de données Simbad, NGC 617 est une galaxie active de type Seyfert 1.
NGC 617 renferme des régions d'hydrogène ionisé.